# Bernard Madoff
Bernard Madoff, aussi dit Bernie Madoff, né le 29 avril 1938 à New York (État de New York) et mort le 14 avril 2021 en détention à Butner (Caroline du Nord), est un homme d'affaires américain, président fondateur de Bernard L. Madoff Investment Securities LLC, l'une des principales sociétés d’investissements de Wall Street très actif dans le NASD et le NASDAQ.
Le 12 décembre 2008, il est arrêté et inculpé par le FBI pour avoir réalisé une escroquerie de type « système de Ponzi », qui a fonctionné pendant 48 ans de 1960 à la crise bancaire et financière de l'automne 2008 et qui pourrait porter sur 65 milliards de dollars américains. Il est condamné le 29 juin 2009 à 150 ans de prison, le maximum prévu par la loi. Si les estimations des montants en jeu se révélaient justes, il s'agirait en 2009 de la perte la plus élevée causée par l'escroquerie ou l'erreur d’appréciation d’un opérateur de marché, d'un employé ou d'un patron d’établissement financier.

## Biographie

### Jeunesse et famille
Bernard Laurence Madoff est né le 29 avril 1938 dans le quartier new-yorkais de Queens, dans l'État de New York, de Ralph Madoff (1910-1972) et Sylvia Muntner (1911-1974),,. Ralph Madoff était plombier avant de devenir agent de change. Les grands-parents de Madoff étaient des immigrés juifs originaires de Pologne, de Roumanie et d'Autriche. Il a une sœur aînée, Sondra Weiner, et un frère cadet, Peter.
Bernard fréquente la Far Rockaway High School en 1956, puis l'université de l'Alabama durant un an. Il y devient membre de la fraternité Sigma Tau Alpha Mu et obtient un diplôme en sciences politiques de l’Hofstra College en 1960. L'année suivante, il entame des études à la Brooklyn Law School, qu'il abandonne.
Bernard Madoff se marie avec Ruth Alpern, née le 18 mai 1941 et rencontrée à la Far Rockaway High School. Ensemble ils ont deux fils, Mark, né en 1964, et Andrew, né en 1966.

### Entrepreneur autodidacte
Bernard Madoff, après avoir abandonné ses études de droit, commence sa vie professionnelle en tant que maître-nageur sur les plages de Long Island. Madoff fonde en 1960, à 22 ans, sa propre société d’investissements avec 5 000 dollars.
En 2008, Madoff possédait plusieurs propriétés à New York, Roslyn, Montauk et un appartement à Manhattan estimé à plus de 5 millions de dollars américains. Il possédait notamment des maisons à Palm Beach en Floride et en France, au cap d’Antibes, sur la Côte d'Azur. Il était membre du Palm Beach Country Club et possédait plusieurs yachts, dont un baptisé Bull.

### La mise en place de l'escroquerie
Bernard L. Madoff Investment Securities LLC devint l’une des principales sociétés d'investissements à Wall Street. Madoff fut très actif à la National Association of Securities Dealers (NASD), une organisation regroupant les agents de change de la bourse. Il a notamment participé, avec son frère Peter, à la fondation du traitement automatique des transactions donnant naissance au Nasdaq, mis en place en 1971 et qu'il présida jusqu'en 1973. Sa société fut l’une des cinq sociétés les plus actives dans le développement du NASDAQ dont Madoff fut de 1990 à 1993 le président. Il apparut comme un innovateur dans la bourse électronique.
Il se serait ainsi servi de sa notoriété pour monter un fonds d’investissement spéculatif géré de manière très discrète par une société parallèle qu’il avait fondée. Ce fonds ne géraient des placements que pour 11 à 25 clients selon la Securities and Exchange Commission (SEC), pour un montant de 17 milliards de dollars. Ces clients étaient des banques, des fonds et des détenteurs de grosses fortunes personnelles à qui il en était arrivé à offrir un taux de profit de 17 % par an.
L'escroquerie se distingue également par le soin apporté aux apparences. Ainsi, il est effectué l'envoi journalier par voie postale de faux relevés de vente ou d'achat d'actions imaginaires (ou trading tickets) aux différents clients du fonds. Ces rapports sont produits de toutes pièces par une équipe de secrétaires installées au 17e étage des bureaux de Madoff sans aucune connaissance financière.
Le principe de l'escroquerie proposé par Madoff reposait sur le principe de la mécanique du système de Ponzi du nom de son inventeur italo-américain Charles Ponzi (1882-1949). Les intérêts payés aux premiers dépositaires étaient pris sur les dépôts des investisseurs suivants. Les fonds ne sont donc pas placés en bourse. Ce système requiert obligatoirement une croissance du nombre d'investisseurs pour alimenter la chaîne de financement.
Madoff est un gérant de hedge fund qui promettait des retours sur investissements relativement élevés, de l'ordre de 8 à 12 % par an. Ce qui sortait le plus de l'ordinaire avec les performances qu'affichaient ses fonds était l'absence de rendements négatifs sur de très longues périodes et une volatilité (l'équivalent du risque de l'investissement) très faible. Autre indice alarmant, à la clôture de chaque exercice, Madoff déclarait être liquide, c'est-à-dire détenir tous ses avoirs en liquidités, et ainsi ne publia jamais de relevés indiquant la quelconque possession de titres financiers. Enfin, les titres sur lesquels il disait investir, notamment des options sur indices, n'étaient pas assez liquides pour « absorber » les volumes qu'un fonds de la taille de celui de Madoff aurait engendrés. L'utilisation de modèles mathématiques financiers, des clients réputés et des postes élevés dans l'administration l'assuraient d'un prestige important.
Son activité frauduleuse a pu prospérer car, en parallèle, Bernard Madoff proposait une activité parfaitement légale de courtier spécialisé en actions hors cote émanant d'entreprises trop petites pour être cotées sur le marché de Wall Street (appelé Over The Counter ou OTC).
Intrigué par les taux de profit proposés par Madoff, Harry Markopolos, un analyste financier, avait dès 1999 alerté par écrit la SEC à plusieurs reprises et concluait en 2005 par un rapport au titre sans équivoque : « Le plus grand hedge fund du monde est une escroquerie »,. La SEC contrôla néanmoins les livres de comptes en 2006 sans détecter la moindre escroquerie.

### Crise financière de 2008 et chute
Le fonds ayant accumulé d’énormes pertes, Madoff aurait alors monté un système de cavalerie où il payait les intérêts des premiers investisseurs avec le capital apporté par les derniers entrés. Après la crise financière de 2008, certains clients ont souhaité retirer leurs fonds, faisant alors s’écrouler le système. « Début décembre 2008, il devait faire face à des retraits de 7 milliards de dollars, alors qu'il ne disposait que d'un milliard en banque ». La SEC craignait que l’ensemble des actifs financiers du fonds ne soient en réalité fictifs et que l'escroquerie avoisine les 50 milliards de dollars, ce qui en aurait fait la plus grande escroquerie réalisée par un seul homme.

### Arrestation et condamnation
Après avoir avoué devant sa famille le 11 décembre 2008 n'avoir jamais investi un seul centime des sommes qui avaient été confiées à sa société, il est dénoncé par ses fils au Federal Bureau of Investigation (FBI) et arrêté le lendemain 12 décembre, inculpé pour escroquerie. Il est remis en liberté le jour même contre le paiement d'une caution de 10 millions de dollars. Selon un agent du FBI, Madoff avait reconnu les faits et s’attendait à son arrestation.
Un juge fédéral américain, Louis L. Stanton, nomme Lee S. Richards administrateur judiciaire de Bernard L. Madoff Investment Securities LLC. La société est liquidée, et le remboursement des investisseurs s'annonce minimal.
Le 12 mars 2009, il plaide coupable, évitant de ce fait un procès devant un grand jury. L’essentiel de ses biens est saisi pour satisfaire les poursuites et son jugement fixé au 16 juin 2009. Ce jour-là, le verdict est reporté au 29 juin. Le liquidateur judiciaire annonce avoir porté plainte pour récupérer 10 milliards de dollars versés à des fonds d’investissements clients du financier.
Au 16 juin 2009, Irving Picard a reçu 8 848 plaintes liées à 3 565 comptes ouverts chez Madoff, certains étant des comptes conjoints.
Le 29 juin 2009, le tribunal de New York condamne Bernard Madoff à 150 ans de prison ferme. Le financier ne fait pas appel. Son frère cadet, Peter Madoff est arrêté le 29 juin 2012 et plaide coupable de fraude financière. Il condamné le 20 décembre de la même année à 10 ans de prison pour son implication dans l'escroquerie.

### Prison et décès de proches
Bernard Madoff a purgé sa peine à la prison fédérale de Butner, en Caroline du Nord.
Le 11 décembre 2010, son fils aîné, Mark, accusé d'avoir bénéficié indûment des manipulations financières de son père, a été découvert mort dans son appartement de Manhattan, a annoncé la police de New York. « Il a été retrouvé pendu. C'est apparemment un suicide », a déclaré son porte-parole. C'est le deuxième cas de suicide en relation avec l'escroquerie, le Français Thierry Magon de La Villehuchet s'étant donné la mort dans son bureau de New York deux semaines après l'éclatement du scandale. Andrew Madoff, le fils cadet, est décédé le 3 septembre 2014 d'un cancer (lymphome).

En 2017, Madoff fait main basse sur l'ensemble du chocolat chaud de marque Swiss Miss de la prison où il purge sa peine afin d'en détenir le monopole et de le revendre plus cher à ses codétenus. Le journaliste américain Steve Fishman relate les déclarations des camarades pénitentiaires de Bernie : 

« C'est une véritable star. Il a volé plus que quiconque, ce qui en fait un héros au sein de la prison. Beaucoup le sollicitent pour des conseils en matière de finance, à l'image d'un détenu qui débattait d'un achat d'actions avec son courtier. Un peu plus tard, ce même détenu a reconnu qu'il aurait dû suivre le conseil de Madoff. »

En janvier 2020, Bernard Madoff dépose une demande de libération anticipée pour raison médicale, indiquant qu'il souffre d'une maladie terminale des reins et n'aurait plus que 18 mois à vivre. Âgé de 81 ans, il ne se déplacerait plus qu'en fauteuil roulant et avec un corset. Bernard Madoff souffrait d'une maladie du rein avant son arrestation.

### Mort en prison
Le 14 avril 2021, les médias américains Associated Press et CNN International annoncent la mort de Bernard Madoff, toujours incarcéré, à l'âge de 82 ans.

## Principaux clients de Madoff
Plus de vingt investisseurs avaient des enveloppes de plus de cent millions de dollars investis dans les entreprises de Madoff au moment de la révélation de l'escroquerie,,.
Sur les près de 40 930 victimes remboursées par le Madoff Victim Fund fondé par le Département de la Justice américain, 38 548, soit plus de 94 %, ont subi des pertes frauduleuses inférieures à 500 000 dollars.
Les pertes de plus d'un milliard de dollars :
| Nom                           | Perte en milliards (USD) |
| ----------------------------- | ------------------------ |
| Fairfield Greenwich Advisors  | 7,50                     |
| Kingate Management            | 3,50                     |
| Tremont Capital Management    | 3,30                     |
| Banco Santander               | 3,10                     |
| Bank Medici                   | 2,10                     |
| Ascot Partners                | 1,80                     |
| Access International Advisors | 1,40                     |
| Fortis Bank Nederland         | 1,40                     |
| Union bancaire privée (UBP)   | 1,00                     |
| HSBC                          | 1,00                     |

Les pertes comprises entre 100 millions et 1 milliard de dollars incluent Natixis, Carl J. Shapiro, Royal Bank of Scotland Group PLC, BNP Paribas, BBVA, Man Group PLC, Reichmuth & Co., Nomura Holdings, Maxam Capital Management, EIM SA, et AXA SA. Il y aurait également 23 pertes potentielles comprises entre 1 et 100 millions de dollars.
La société d’audit Alix Partners, chargée de la procédure de faillite de la société Bernard Madoff Investment Securities LLC, mission pour laquelle elle a été payée 48 millions de dollars, a compilé une liste des investisseurs de Bernard L. Madoff Investment Securities et de clients qui se sont déclarés auprès du Securities Investor Protection Corporation (SIPC).
Le 20 février 2009, le liquidateur de la société de Madoff annonce avoir retrouvé 650 millions de dollars. Au 17 décembre 2010, ce sont 10 milliards qui ont été récupérés, 7,2 milliards provenant de la fortune de Jeffry Picower décédé en octobre 2009.
D’après le New York Times, 15,5 milliards de dollars auraient été remboursés par les banques à leurs 720 000 investisseurs hors des États-Unis, correspondant à l'ensemble des fonds investis hors intérêts.

## Les complices et les bénéficiaires
Irving Picard, l’administrateur judiciaire chargé de liquider la société de Bernard Madoff estime à environ 2 000 le nombre de personnes ou entreprises qui ont gagné de l’argent grâce à Madoff et en a accusé environ 1 000 d’avoir profité indûment de ce système, parmi eux la famille Lévy qui a négocié un arrangement de 220 millions de dollars,,, Carl J. Shapiro (en) et sa famille qui vont restituer 625 millions de dollars et la banque suisse Union bancaire privée avec qui un accord de recouvrement pour un montant de 500 millions de dollars avait été passé.
Le 17 décembre 2010, le procureur fédéral de New York, Preet Bharara (en), a annoncé qu'un accord avait été trouvé avec les héritiers de Jeffry Picower (en), l'un des principaux bénéficiaires de l'escroquerie et complice de Madoff selon un rapport du syndicat de faillite, pour restituer les 7,2 milliards de dollars demandés par Picard.
Irving Picard déclare que « Madoff n'a pas agi seul pour commettre la plus grande escroquerie financière de l'histoire », il annonce qu'il réclamait 6,4 milliards de dollars à la banque américaine JPMorgan Chase, principale banque du fonds de Bernard Madoff, 2,5 milliards de dollars à la banque suisse UBS et neuf milliards de dollars à la banque hong-kongaise HSBC. Il porte également plainte contre Citigroup concernée à hauteur de 425 millions de dollars, BNP Paribas pour environ 400 millions de dollars, Capital Research, ABN AMRO, BBVA, Nomura, Merrill Lynch, Oppenheimer Acquisition Corp (en), Vontobel Asset Management, Pictet & Cie, Lombard Odier, Legacy Capital, le groupe Tremont, la MassMutual Holding LLC, Notz & Stücki, la banque israélienne Bank Hapoalim, la société de gestion suisse Genevalor Benbassat & Cie ainsi que quatre membres de la famille de Madoff à qui il est demandé au total 198,74 millions de dollars et deux dirigeants de fonds rabatteurs, Frank Avellino et Michael Bienes qui ont géré le premier fonds rabatteur de BLMIS alimentant le début de la fraude, plusieurs membres de leurs familles et des fonds d'investissement qu'ils contrôlaient pour recouvrer 900 millions de dollars,,,.
Paul K. (77 ans), l'ancien comptable, est la quinzième personne à faire l'objet d'accusations (dissimulation d'opérations comptables). Il plaidera « non coupable » comme les cinq autres anciens employés de Madoff. Leur procès se déroule le 7 octobre 2013 à New York.
En tout, le liquidateur aura déposé plus de mille plaintes civiles, pour un montant avoisinant les 50 milliards de dollars.

### Le dossier Kohn
Irving Picard soupçonne la banquière autrichienne Sonja Kohn d'être la complice principale de Madoff, « En Sonja Kohn, Madoff a trouvé une âme sœur criminelle, dont l'avidité et l'inventivité malhonnête égalaient la sienne », a-t-il déclaré.
Elle est accusée d'avoir « pendant plus de vingt ans, orchestré une vaste machination illégale ». « M. Madoff payait Mme Kohn qui rabattait l'argent de ses clients vers le fonds de M. Madoff, qui la payait secrètement en retour ».
Dans la plainte centrée sur Sonja Kohn, Picard lui réclame 9,1 milliards de dollars de dommages et intérêts ainsi que 10,5 milliards à la banque qu'elle a fondée, à la banque italienne Unicredit, à sa filiale Bank Austria et à 53 autres personnes et entités.
« Compte tenu de l'étendue du montage Ponzi de Madoff, de la nature trompeuse des accusés et de la structure délibérément byzantine de Medici Enterprise, nous pensons que seront révélées encore plus d'informations relatives à l'ampleur réelle de cette entreprise criminelle », ajoute-t-il.
Mme Kohn est entièrement exonérée par la cour britannique en octobre 2013. La cour confirme qu'elle est une victime. « Les accusations sont sans fondement. »... « Son honnêteté et son intégrité ont été démontrés. »[source secondaire nécessaire]

### Peter Madoff
Le 20 décembre 2012, Peter Madoff, 67 ans, est condamné à dix ans de prison pour avoir falsifié les comptes de l'ancienne société d'investissement familiale de son frère Bernard Madoff — de sept ans son aîné — dans laquelle il travaillait comme « gardien des comptes », et il est dépossédé d'à peu près tous ses avoirs.

## Coût des frais d'avocats
La Securities Investor Protection Corporation (SIPC), une organisation parrainée par l'industrie qui offre une protection financière aux investisseurs, a versé en deux ans plus de 290 millions de dollars à des cabinets d'avocats et des consultants depuis que l'empire Madoff s'est écroulé en 2008. Les avocats et les consultants sont chargés de traquer et de recouvrer des avoirs volés par Madoff afin qu'ils puissent être redistribués aux victimes de son escroquerie.
Ceci inclut les frais d'environ 128 millions de dollars pour Baker & Hostetler, le cabinet d'avocats qui est à la tête de la récupération des biens volés. L'entreprise Irving Picard, qui a été nommée pour servir en qualité de société fiduciaire par le tribunal fédéral des faillites supervisant l'affaire, a eu un montant supplémentaire de 3,2 millions. Le SIPC indique qu'il a déboursé 10 millions de dollars supplémentaires à des cabinets d'avocats dans le monde entier.
En outre, l'organisation a versé près de 150 millions à des consultants, dont 84,6 millions pour FTI Consulting chargée de localiser les actifs détournés par Madoff qui espère en recevoir deux fois plus dans les prochaines années, 48 millions de dollars à AlixPartners, 2,5 millions de dollars à Associates Renaissance et 10 millions de dollars à d'autres consultants.

## Remboursement des victimes par le gouvernement des États-Unis
Le Département de la justice des États-Unis à institué le Madoff Victim Fund basé à Syracuse (New York) dont la majeure partie de ses fonds (environ 2,2 milliards de dollars) provient d’actifs récupérés auprès de la succession de Jeffry Picower (en), qui était un investisseur de Madoff.
Entre mi-2017 et fin 2024, elle a remboursé à 40 930 victimes dans 127 pays un total de 4 302 594 528 dollars américains. Plus de 10 000 d'entre eux n'ont aucun autre remboursements d'autres sources. 
La réglementation de DoJ de la justice exige que le MVF réduise les paiements de remise en fonction des montants qu'une victime a déjà reçus d'autres sources, ou qui sont «raisonnablement disponibles» pour la victime, même s'il n'est pas reçu. Avec l'appui de ce fonds, les victimes ont pu récupérer 93,71 % de leurs pertes en moyenne.

## Dans la fiction
- L'Escroc du siècle, roman de Paul-Loup Sulitzer (2009) ;
- Le téléfilm The Wizard of Lies d'HBO (2017), réalisé par Barry Levinson avec Robert De Niro dans le rôle de Madoff et Michelle Pfeiffer dans celui de sa femme[67].
- La mini-série Madoff diffusée sur ABC les 3 et 4 février 2016.
- La mini-série "Madoff, monstre de la finance" diffusée en 2023 et produite par Netflix.
- Le film Blue Jasmine (2013) réalisé par Woody Allen s'inspire de la vie de Bernard Madoff (notamment de son épouse, jouée par Cate Blanchett et Alec Baldwin dans le rôle de Madoff)
- Le livre Le fils de Sam Green (2013) de Sibylle Grimbert
- Le livre Le Rêve de Madoff (2013) de Dominique Manotti
- La chanson Capitaine Madoff de La Chanson du dimanche[68]
- Le personnage de Maxwell Lord dans le film Wonder Woman 1984 (2020) est en partie inspiré de Bernard Madoff[69],[70],[71]
- Le roman L'Hôtel de verre, d'Emily St. John Mandel, éditions Salto, montre les impacts de l'effondrement d'un système de Ponzi[72].